# Archiprezbiterat Sagra-Huéscar
Archiprezbiterat Sagra-Huéscar – jeden z 5 archiprezbiteratów diecezji Guadix w Hiszpanii. 
Według stanu na lipiec 2016 w jego skład wchodziło 8 parafii. 

## Lista parafii
Źródło:
| Lp. | Miejscowość            | Parafia                                                | Grafika | Kościół                                                                         | Adres                                           |
| --- | ---------------------- | ------------------------------------------------------ | ------- | ------------------------------------------------------------------------------- | ----------------------------------------------- |
| 1   | Almaciles              | Parafia św. Antoniego de los Almaciles                 |         | Kościół św. Antoniego de los Almaciles w Almaciles                              | Calle Iglesia s/n Almaciles                     |
| 2   | Castril                | Parafia Najświętszej Maryi Panny de los Ángeles        |         | Kościół Najświętszej Maryi Panny de los Ángeles w Castril                       | Calle Carmen 11 Castril                         |
| 3   | Galera                 | Parafia Zwiastowania Najświętszej Maryi Panny          |         | Kościół Zwiastowania Najświętszej Maryi Panny w Galera                          | Calle Iglesia 22 Galera                         |
| 4   | Huéscar                | Parafia Najświętszej Maryi Panny la Mayor              |         | Kościół Najświętszej Maryi Panny la Mayor w Huéscar                             | Calle Carril 9 Huéscar                          |
| 5   | Orce                   | Parafia Zwiastowania Najświętszej Maryi Panny          |         | Kościół Zwiastowania Najświętszej Maryi Panny w Orce                            | Calle José Chalú 1 Orce                         |
| 6   | Puebla de Don Fadrique | Parafia Najświętszej Maryi Panny de la Quinta Angustia |         | Kościół Najświętszej Maryi Panny de la Quinta Angustia w Puebla de Don Fadrique | Calle Santas Mártires 17 Puebla de Don Fadrique |
| 7   | Puebla de Don Fadrique | Parafia Świętych Męczenników z Monte                   |         | Kościół Świętych Męczenników z Monte w Puebla de Don Fadrique                   | Calle Santas Mártires 17 Puebla de Don Fadrique |
| 8   | San Clemente           | Parafia Najświętszej Maryi Panny Matki Nadziei         |         | Kościół Najświętszej Maryi Panny Matki Nadziei w San Clemente                   | Plaza de la Iglesia s/n San Clemente            |